# Mellem vej og græs
|  | Denne artikel er oprettet af botten Steenthbot ud fra en ekstern database. Den kan derfor have sproglige fejl eller mangler. Denne skabelon kan fjernes efter kontrol af indholdet. |

Mellem vej og græs er en dansk eksperimentalfilm fra 1969 instrueret af Stig Brøgger.